# Amazing Spider-Man
Amazing Spider-Man (v anglickém originále The Amazing Spider-Man) je americký akční sci-fi film z roku 2012, který natočil Marc Webb. Snímek vychází z komiksů o superhrdinovi Spider-Manovi, vydávaných vydavatelstvím Marvel Comics, a je rebootem jeho filmové série. V titulní roli se představil Andrew Garfield. Do amerických kin byl film, jehož rozpočet činil 230 milionů dolarů, uveden 3. července 2012, přičemž celosvětově utržil 757 930 663 dolarů. Díky komerčnímu úspěchu snímku byl natočen navazující film Amazing Spider-Man 2 (2014).

## Příběh
Newyorský středoškolský student Peter Parker nepatří ke školním oblíbencům. Když najde tajemný kufřík se spisy svých rodičů, kteří před lety zemřeli při pádu letadla, neví, co si o tom má myslet. Ve starých novinách také najde článek, kde se píše o jeho otci Richardovi. Byl to vědec, který s doktorem Curtem Connorsem pracoval na výzkumu genetické mutace zvířat. Connors nemá ruku, a proto se, mimo jiné, snažil najít řešení, jak ji znovu získat.
Peter Parker se vydá do firmy Oscorp za doktorem Connorsem, od kterého se chce dozvědět, co se skutečně stalo s jeho rodiči. Vplíží se do místnosti plné geneticky modifikovaných pavouků, z nichž jeden ho kousne. Mladík později zjistí, že najednou získal schopnosti podobné pavoučím. Následně se zajde za doktorem domů. Connors objeví Peterův vědecký talent, ale o havárii letadla, při které zahynuli Peterovi rodiče, nic neví. Mladíkovi řekne, ať za ním zajde zítra do laboratoře.
Druhý den se Peter, který je zamilovaný do spolužačky Gwen Stacyové, ve škole pomstí svému tyranovi Flashi Thompsonovi. Když přijde do Connersovy laboratoře, ukáže doktorovi dokumenty, které našel po otci. S pomocí ztracené rovince dokáže Connors vyrobit látku. Tu nejdřív zkusí na myši, která nemá nohu, a ta jí doroste. Doktor Peterovi vysvětlí, že by mu pomocí této látky mohla dorůst ruka.
Peter jde večer nakoupit do obchodu, kde narazí na lupiče. Ten prchne s ukradenými penězi, na ulici se jej ale snaží zastavit Peterův strýc Ben, kterého lupič střelí. Ben zemře a lupič uteče.
V dalších dnech se mladík rozmýšlí, co dál. Vyrobí si oblek a zařízení na vystřelovaní pavučin a začne pod jménem Spider-Man začne bojovat proti zločincům. Podaří se mu taky chytit lupiče, který zabil strýčka Bena.
Peter zamíří na večeři ke Gwen, jejíž otec je policejní kapitán. Ten pomlouvá Spider-Mana a říká, že ochrana města má být výhradně v rukou policie. S Peterem se pohádají a mladík odejde od stolu. Gwen za ním přijde a Peter se jí nakonec svěří, že právě on je Spider-Manem.
Doktor Connors si pod nátlakem svého šéfa, který má za cíl uzdravit smrtelně nemocného majitele Oscorpu Normana Osborna, aplikuje nevyzkoušenou látku. Začne se měnit v obrovského ještěra zvaného Lizard, který chce tuto látku vypustit nad celým New Yorkem. Svede proto několik soubojů se Spider-Manem, který nad ním zvítězí a vypustí protilátku.

## Obsazení
- Andrew Garfield (český dabing: Matouš Ruml [kino], Kryštof Hádek [AXN]) jako Peter Parker / Spider-Man
- Emma Stone (český dabing: Kateřina Velebová [kino], Kristýna Skružná [AXN]) jako Gwen Stacyová
- Rhys Ifans (český dabing: Marcel Vašinka) jako doktor Curt Connors / Lizard
- Denis Leary (český dabing: Jiří Schwarz) jako kapitán George Stacy
- Campbell Scott (český dabing: Jakub Saic) jako Richard Parker
- Irrfan Khan (český dabing: Miroslav Táborský [kino], Zdeněk Podhůrský [AXN]) jako doktor Rajit Ratha
- Martin Sheen (český dabing: Jaromír Meduna [kino], Pavel Vondra [AXN]) jako Ben Parker
- Sally Field (český dabing: Martina Hudečková [kino], Dagmar Čárová [AXN]) jako May Parkerová
- Embeth Davidtz (český dabing: Lucie Svobodová [kino], Kateřina Peřinová [AXN]) jako Mary Parkerová
- Chris Zylka (český dabing: Michal Holán) jako Flash Thompson